# Friedl Behn-Grund
Friedl Behn-Grund (de son vrai nom Karl Friedrich Behn, né le 26 août 1906 à Połczyn-Zdrój, mort le 2 août 1989 à Berlin) est un directeur de la photographie allemand.

## Biographie
Il est le fils du metteur en scène Otto Gottschalk et de l'actrice Emmy Behn et grandit avec sa mère à différents endroits en Allemagne. En 1918, elle s'installe à Berlin. L'année suivante, il joue dans quelques films.
En 1924, il devient l'assistant d'Erich Waschneck à l'UFA. L'année suivante, Waschneck l'emploie comme directeur principal pour Kampf um die Scholle qu'il réalise. Au générique, le directeur apparaît sous le nom de "Friedl" qu'il conserve. Le nom de Grund est le vrai nom de sa mère.
En 1929, il tourne pour Prometheus Film Jenseits der Straße de Leo Mittler. La critique loue le réalisme de la photographie pour un film mélodramatique. Il travaille aussi pour Terra Filmkunst et Nero-Film (de). Dans cette société, il se met au cinéma parlant avec Wien, du Stadt der Lieder de Richard Oswald. Au début des années 1930, il travaille particulièrement avec lui et Waschneck.
De 1936 à 1945, Friedl Behn-Grund est employé par Tobis-Tonbild-Syndikat. En plus des nombreux films de divertissement, il tourne Ich klage an et Titanic. Le dernier jour de la guerre, il est blessé par une grenade et perd une jambe.
Après la guerre, employé de DEFA, il est dans des réalisations importantes comme Les assassins sont parmi nous de Wolfgang Staudte, Mariage dans l'ombre et Le Conseil des dieux de Kurt Maetzig. En 1950, il est indépendant en Allemagne de l'Ouest et participe à Das fliegende Klassenzimmer, Meines Vaters Pferde de Gerhard Lamprecht ou aux adaptations des romans de Thomas Mann Les Buddenbrook et Les Confessions de Félix Krull.
Il tourne dans son dernier film en 1966 puis travaille à la télévision et réalise des films éducatifs médicaux.

## Récompenses
- 1949: Prix national de la République démocratique allemande 2e Classe pour l'équipe de Mariage dans l'ombre et Les Quadrilles multicolores
- 1950: Prix national de la République démocratique allemande 1re Classe pour l'équipe de Le Conseil des dieux

## Filmographie
| - 1919 : Der Vampir von St. Louis (acteur) - 1919 : Die Geächteten (acteur) - 1919 : Liebe, Haß und Geld (acteur) - 1924 : Vitus Thavons Generalcoup / Der gestohlene Professor - 1924 : Kampf um die Scholle - 1925 : Mein Freund, der Chauffeur - 1925 : Die Straße des Vergessens - 1926 : Der Mann im Feuer - 1926 : Die Warenhausprinzessin - 1926 : Brennende Grenze - 1927 : Régine, Tragédie d'une femme - 1927 : Die Frau mit dem Weltrekord - 1927 : Totte et sa chance - 1927 : Die geheime Macht - 1928 : Vom Täter fehlt jede Spur - 1928 : Die Carmen von St. Pauli - 1928 : La Souris bleue - 1928 : Skandal in Baden-Baden - 1929 : S.O.S. de Carmine Gallone - 1929 : Diane - 1929 : Die Schmugglerbraut von Mallorca - 1929 : Der Günstling von Schönbrunn - 1929 : Jenseits der Straße - 1929 : Die Drei um Edith - 1929 : Ehe in Not - 1929 : Die Herrin und ihr Knecht - 1930 : Der Witwenball - 1930 : O Mädchen, mein Mädchen, wie lieb' ich Dich! - 1930 : Der Detektiv des Kaisers - 1930 : Wien, du Stadt der Lieder - 1930 : Zapfenstreich am Rhein - 1930 : L'Affaire Dreyfus de Richard Oswald - 1930 : Die zärtlichen Verwandten - 1930 : Das alte Lied - 1930 : Der Hampelmann - 1930 : Der Mörder Dimitri Karamasoff (de) - 1931 : Der Liebesarzt - 1931 : Die Faschingsfee de Hans Steinhoff - 1931 : Salto mortale d'Ewald André Dupont - 1931 : 24 Stunden aus dem Leben einer Frau - 1931 : Jeder fragt nach Erika - 1931 : Luise, Königin von Preußen (de) - 1932 : Der Stolz der 3. Kompanie de Fred Sauer - 1932 : Un drame à quatre sous (Peter Voß, der Millionendieb) d'Ewald André Dupont - 1932 : Melodie der Liebe - 1932 : Die Tänzerin von Sanssouci - 1932 : 8 Mädels im Boot - 1932 : À moi le jour, à toi la nuit (ou Le Lit de Madame Verdoux) - 1933 : Moi et l'Impératrice (Ich und die Kaiserin) de Friedrich Hollaender - 1933 : The Only Girl de Friedrich Hollaender - 1933 : Hände aus dem Dunkel, d'Erich Waschneck - 1933 : Adieu les beaux jours - 1933 : Des jungen Dessauers große Liebe - 1933 : Der Polizeibericht meldet - 1934 : Mein Herz ruft nach Dir - 1934 : Musik im Blut | - 1934 : Der junge Baron Neuhaus - 1934 : Die englische Heirat (de) - 1934 : Valses sur la Neva - 1935 : Barcarolle de Gerhard Lamprecht et Roger Le Bon - 1935 : J'aime toutes les femmes - 1935 : Liebesleute - 1936 : Donogoo Taka - 1936 : Flitterwochen - 1936 : Eskapade - 1936 : Der Hochzeitstraum - 1936 : Le Saut de la mort (de) - 1937 : Sein bester Freund - 1937 : Yette la divine d'Erich Waschneck - 1937 : Alarm in Peking (de) - 1937 : La Folle imposture - 1937 : Manege - 1938 : Un amour en l'air - 1938 : Ich liebe Dich - 1938 : Der Tag nach der Scheidung - 1938 : Napoleon ist an allem schuld - 1939 : Sylvesternacht am Alexanderplatz - 1939 : Robert und Bertram - 1939 : Schneider Wibbel - 1939 : Die goldene Maske - 1940 : Casanova heiratet - 1940 : Was wird hier gespielt? - 1940 : Les Trois Codonas - 1940 : Musique de rêve - 1941 : Kopf hoch, Johannes! (de) - 1941 : Le Président Krüger - 1941 : Ich klage an - 1941 : Das andere Ich - 1942 : Die Nacht in Venedig - 1943 : Titanic - 1943 : Fritze Bollmann wollte angeln - 1943 : J'ai rêvé de toi - 1944 : Jugendliebe / Über's Jahr, wenn die Kornblumen blühen - 1944 : Philharmoniker (de) - 1944 : Die Jahre vergehen - 1945 : Die Kreuzlschreiber - 1945 : Das Mädchen Juanita - 1945 : Dr. phil. Döderlein (inachevé) - 1946 : Les assassins sont parmi nous - 1947 : Razzia (de) - 1947 : Mariage dans l'ombre - 1947–51 : L'Inconnue des cinq cités - 1948 : L'Étrange aventure de Monsieur Fridolin B. (de) - 1948 : L'Affaire Blum - 1949 : Les Quadrilles multicolores - 1949 : Begegnung mit Werther - 1949 : Nächte am Nil - 1950 : Die Kreuzlschreiber (de) - 1950 : Le Conseil des dieux - 1950 : Skandal in der Botschaft - 1951 : Rausch einer Nacht (de) - 1951 : Begierde | - 1951 : Was das Herz befiehlt (de) - 1951 : Maria Theresia - 1952 : Die Försterchristl - 1952 : Mandragore (de) - 1952 : Karneval in weiß - 1952 : La Grande Tentation (Die große Versuchung) - 1953 : Käpt'n Bay-Bay - 1953 : Einmal keine Sorgen haben - 1953 : La Dernière valse - 1954 : Meines Vaters Pferde - 1954 : Morgengrauen - 1954 : La Classe volante (Das fliegende Klassenzimmer) - 1954 : Der Engel mit dem Flammenschwert - 1955 : Griff nach den Sternen - 1955 : Der Himmel ist nie ausverkauft - 1955 : Geliebte Feindin - 1955 : Vor Gott und den Menschen - 1956 : Nacht der Entscheidung - 1956 : Une fille des Flandres - 1956 : Liebe, die den Kopf verliert - 1956 : Les Drogués (Ohne Dich wird es Nacht) - 1956 : Anastasia, die letzte Zarentochter - 1956 : Stresemann - 1957 : Wie ein Sturmwind - 1957 : Les Confessions de Félix Krull - 1957 : Das einfache Mädchen (de) - 1957 : Der gläserne Turm (de) - 1957 : Der Graf von Luxemburg - 1958 : Un soir à la Scala (de) - 1958 : Nachtschwester Ingeborg - 1958 : L'Orgueil de la famille (Ihr 106. Geburtstag) - 1958 : Les chiens sont lâchés - 1958 : Polikuschka - 1958 : Frau im besten Mannesalter - 1959 : Der Mann, der sich verkaufte (de) - 1959 : Die unvollkommene Ehe - 1959 : Les Buddenbrook - 1960 : Als geheilt entlassen - 1960 : Elle est bien bonne (Sturm im Wasserglas) - 1960 : La Peau d'un espion - 1960 : Il s'agit de trouver le filon (Mit Himbeergeist geht alles besser) - 1961 : La Grande Roue - 1961 : La Vérité d'un mensonge (Unter Ausschluß der Öffentlichkeit) - 1961 : C'est pas toujours du caviar - 1961 : Caviar sur canapé - 1961 : Auf Wiedersehen - 1961 : Eheinstitut Aurora - 1962 : Finden Sie, daß Constanze sich richtig verhält? - 1962 : Nuit de noces au paradis (Hochzeitsnacht im Paradies) de Paul Martin - 1962 : Bataille de polochons - 1962 : La Veuve joyeuse - 1963 : Le Dernier Alibi (Ein Alibi zerbricht) - 1963 : Schwejks Flegeljahre (de) - 1964 : Heirate mich, Chéri (de) - 1965 : Die Sommerfrische (TV) - 1965 : Die fromme Helene - 1966 : Escrocs d'honneur (Ganovenehre) de Wolfgang Staudte |